# Super Prestige Pernod 1976
De Super Prestige Pernod 1976 was de achttiende editie van dit regelmatigheidsklassement in het wielrennen. Ten opzichte van vorig jaar werd de kalender op enkele plekken gewijzigd: de Ronde van Catalonië en het Kampioenschap van Zürich die in 1975 voor het eerst meetelden stonden nu niet meer op de kalender. Ook de Ronde van Zwitserland leverde geen punten meer op. Daarentegen werden de Catalaanse Week en de Waalse Pijl - die in 1975 ontbraken - weer toegevoegd aan de Super Prestige Pernod. Nieuw op de kalender was de Amstel Gold Race. Het was (als je het WK niet meetelt) de eerste keer dat een Nederlandse wedstrijd meetelde in het klassement. Hierdoor telden er net als in het voorgaande jaar 21 wedstrijden mee voor de Super Prestige Pernod.
Wereldkampioen Freddy Maertens werd winnaar de Super Prestige Pernod. Maertens won vier wedstrijden die meetelden voor het klassement en eindigde met een ruime voorsprong op Francesco Moser. De Italiaanse vicewereldkampioen eindigde ook in de Ronde van Vlaanderen en Parijs-Roubaix als tweede en verzamelde mede daardoor voldoende punten om zonder overwinning tweede te worden in de eindstand. Joop Zoetemelk werd derde en Eddy Merckx - de eindwinnaar van de vorige zeven seizoenen - eindigde als vierde. Merckx schreef dit jaar Milaan-San Remo voor de zevende maal op zijn naam en werd zo de eerste renner die hetzelfde monument zeven keer won. Behalve de Super Prestige Pernod werden er nog twee andere prijzen uitgereikt: de Prestige Pernod voor Franse renners en de Promotion Pernod voor Franse renners onder de 25 jaar.

## Wedstrijden
| Datum           | Koers                                | Winnaar            |
| --------------- | ------------------------------------ | ------------------ |
| 7–14 maart      | Parijs-Nice (1976)                   | Michel Laurent     |
| 19 maart        | Milaan-San Remo (1976)               | Eddy Merckx        |
| 22–26 maart     | Catalaanse Week (1976)               | Eddy Merckx        |
| 27 maart        | Amstel Gold Race (1976)              | Freddy Maertens    |
| 4 april         | Ronde van Vlaanderen (1976)          | Walter Planckaert  |
| 11 april        | Parijs-Roubaix (1976)                | Marc Demeyer       |
| 15 april        | Waalse Pijl (1976)                   | Joop Zoetemelk     |
| 18 april        | Luik-Bastenaken-Luik (1976)          | Joseph Bruyère     |
| 4–9 mei         | Ronde van Romandië                   | Johan De Muynck    |
| 5–9 mei         | Vierdaagse van Duinkerke (1976)      | Freddy Maertens    |
| 27 april–16 mei | Ronde van Spanje (1976)              | José Pesarrodona   |
| 23 mei          | Bordeaux-Parijs (1976)               | Walter Godefroot   |
| 24–31 mei       | Critérium du Dauphiné Libéré (1976)  | Bernard Thévenet   |
| 21 mei–12 juni  | Ronde van Italië (1976)              | Felice Gimondi     |
| 10–13 juni      | Grand Prix du Midi Libre (1976)      | Alain Meslet       |
| 24 juni–18 juli | Ronde van Frankrijk (1976)           | Lucien Van Impe    |
| 5 september     | Wereldkampioenschap in Ostuni (1976) | Freddy Maertens    |
| 22 september    | Parijs-Brussel (1976)                | Felice Gimondi     |
| 26 september    | Grote Herfstprijs (1976)             | Ronny De Witte     |
| 3 oktober       | Grote Landenprijs (1976)             | Freddy Maertens    |
| 9 oktober       | Ronde van Lombardije (1976)          | Roger De Vlaeminck |

## Puntenverdeling
| Wedstrijd                                                                  | 1e  | 2e | 3e | 4e | 5e | 6e | 7e | 8e | 9e | 10e | 11e | 12e |
| -------------------------------------------------------------------------- | --- | -- | -- | -- | -- | -- | -- | -- | -- | --- | --- | --- |
| Ronde van Frankrijk                                                        | 110 | 70 | 60 | 50 | 45 | 40 | 35 | 30 | 25 | 22  | 20  | 18  |
| Ronde van Italië                                                           | 75  | 50 | 40 | 35 | 25 | 20 | 15 | 10 | 5  |     |     |     |
| Ronde van Spanje                                                           | 70  | 40 | 39 | 20 | 10 | 6  | 4  | 8  | 7  | 6   |     |     |
| Wereldkampioenschap                                                        | 70  | 40 | 30 |    |    |    |    |    |    |     |     |     |
| Parijs-Roubaix                                                             | 65  | 45 | 35 | 25 | 20 | 15 | 10 | 8  | 6  | 5   |     |     |
| Grote Landenprijs                                                          | 65  | 40 | 30 | 20 | 15 | 10 | 6  |    |    |     |     |     |
| Milaan-San Remo Ronde van Vlaanderen Tours-Versailles Ronde van Lombardije | 60  | 40 | 30 | 20 | 15 | 10 | 8  | 6  | 5  | 4   |     |     |
| Bordeaux-Parijs                                                            | 60  | 35 | 20 |    |    |    |    |    |    |     |     |     |
| Parijs-Nice Critérium du Dauphiné Libéré                                   | 55  | 35 | 20 | 10 | 5  |    |    |    |    |     |     |     |
| Parijs-Brussel                                                             | 50  | 30 | 20 | 12 | 9  | 7  | 6  | 5  | 4  | 3   |     |     |
| Vierdaagse van Duinkerke Grand Prix du Midi Libre                          | 50  | 30 | 15 | 5  |    |    |    |    |    |     |     |     |
| Waalse Pijl Luik-Bastenaken-Luik                                           | 45  | 25 | 15 | 10 | 8  | 6  | 4  | 3  |    |     |     |     |
| Amstel Gold Race                                                           | 40  | 20 | 12 | 9  | 7  | 5  | 3  | 2  |    |     |     |     |
| Catalaanse Week Ronde van Romandië                                         | 40  | 20 | 10 | 4  |    |    |    |    |    |     |     |     |

## Eindklassementen

### Individueel
| Plek | Renner             | Punten |
| ---- | ------------------ | ------ |
| 1    | Freddy Maertens    | 332    |
| 2    | Francesco Moser    | 175    |
| 3    | Joop Zoetemelk     | 170    |
| 4    | Eddy Merckx        | 151    |
| 5    | Lucien Van Impe    | 145    |
| 6    | Roger De Vlaeminck | 141    |
| 7    | Raymond Poulidor   | 129    |
| 8    | Felice Gimondi     | 125    |
| 9    | Hennie Kuiper      | 111    |
| 10   | Walter Godefroot   | 105    |

- Prestige Pernod: Bernard Hinault
- Promotion Pernod: Michel Laurent

1959 · 1960 · 1961 · 1962 · 1963 · 1964 · 1965 · 1966 · 1967 · 1968 · 1969 · 1970 · 1971 · 1972 · 1973 · 1974 · 1975 · 1976 · 1977 · 1978 · 1979 · 1980 · 1981 · 1982 · 1983 · 1984 · 1985 · 1986 · 1987